# NPG Records
NPG Records è un'etichetta discografica fondata nel 1993 da Prince, per pubblicare la propria musica dopo la chiusura, da parte della Warner Bros., della precedente etichetta Paisley Park Records avvenuta lo stesso anno.
NPG è l'acronimo di New Power Generation, che è anche il nome della band di supporto di Prince. Nel 1994 la NPG Records pubblicò la raccoltà 1-800-NEW-FUNK con tracce di vari artisti. L'etichetta non divenne mai uguale alla precedente, che pubblicava album anche di altri artisti oltre Prince, ma si occupò, appunto, di commercializzare solamente album del fondatore.

## Discografia
- 1993
  - The Most Beautiful Girl in the World (singolo e maxi-singolo) di The Artist (distribuito da Bellmark/Life Records sotto Bellmark Records)
  - Goldnigga dei New Power Generation
- 1994
  - 1-800-NEW-FUNK di Vari Artisti (distribuito da Bellmark/Life Records sotto Bellmark Records)
- 1995
  - Exodus dei New Power Generation
  - The Gold Experience di Prince (distribuito da Warner Bros. Records)
  - Child of the Sun di Mayte
- 1996
  - Emancipation di Prince (distribuito da EMI)
- 1998
  - Crystal Ball di Prince
  - The Truth di Prince
  - Kamasutra dei The NPG Orchestra
  - Come 2 My House di Chaka Khan
  - Newpower Soul dei New Power Generation
- 1999
  - Graham Central Station 2000 di Larry Graham
  - Rave Un2 the Joy Fantastic di Prince (distribuito da Arista Records)
- 2000
  - Rave In2 the Joy Fantastic di Prince
- 2001
  - The Rainbow Children di Prince
- 2002
  - One Nite Alone... Live! di Prince
- 2003
  - N.E.W.S di Prince (distribuito da Big Daddy Music Distribution)
- 2004
  - Musicology di Prince (distribuito da Columbia Records)
- 2006
  - 3121 di Prince (distribuito da Universal Records)
- 2007
  - Planet Earth di Prince (distribuito da Columbia Records)